# Thiago Leitão
Thiago Leitão Polieri (Campinas, 12 de junho de 1978), conhecido apenas como Thiago Leitão, é um ex-futebolista e treinador de futebol brasileiro que atuava como meia-atacante. Atualmente comanda o Royal Pari.

## Carreira de jogador
Revelado na Ponte Preta, disputou apenas 3 partidas oficiais pelo time em 4 temporadas (1998 a 2001), todas pela Copa do Brasil. Sua estreia profissional foi na edição de 1999, entrando como substituto de Claudinho na derrota por 3 a 0 para o Flamengo, e em 2000, jogou contra o Dom Pedro (atual Real Brasília), tendo feito seu primeiro gol na partida de volta contra o clube do Distrito Federal, pela segunda fase do torneio. Jogaria ainda por Internacional de Santa Maria e Ceará até 2002, ano em que se mudou para a Bolívia, onde Thiago Leitão conquistou maior destaque, tendo atuado por 5 equipes do país. No Jorge Wilstermann, onde atuou até 2005, foi artilheiro do Torneio Apertura do Campeonato Boliviano em 2003, com 19 gols. Em 2005, teve sua única experiência no futebol europeu ao defender o Marco (equipe extinta de Portugal) na temporada 2005–06.
De volta à Bolívia, atuou por Oriente Petrolero, Bolívar e The Strongest, os 3 principais times do país, mas não conquistou nenhum título. Em 2009, voltou ao Brasil para jogar na União Barbarense. regressando ao The Strongest no mesmo ano. Durante um amistoso contra o Unión Maestranza, em fevereiro de 2010, Thiago Leitão e o zagueiro Anselmo Pérez se chocaram ao tentarem cabecear uma bola. Ele chegou a ser internado na UTI com traumatismo craniano, mas conseguiu se recuperar. Ficou sem clube até 2013, quando foi contratado pelo Sport Boys Warnes, atuando por mais uma temporada antes de encerrar a carreira em 2014.

## Carreira de treinador
Em novembro de 2017, Thiago Leitão voltou ao Jorge Wilstermann como auxiliar-técnico de Álvaro Peña, porém teve o contrato rescindido após se envolver numa briga com o volante argentino Cristian Chávez, em agosto do ano seguinte.
Em abril de 2019, fez sua estreia como técnico no Aurora treinando a equipe de Cochabamba em 10 partidas.
Após 2 anos parado, foi contratado pelo San José em março de 2021, mas comandou o clube de Oruro em apenas 2 jogos e saiu em março de 2021, voltando à ativa um dia depois, desta vez no Atlético Palmaflor (atual Palmaflor del Trópico), substituindo Julio César Baldivieso.
Em dezembro de 2022, foi anunciado como novo técnico do Blooming para a temporada seguinte, comandando La Academia Cruceña em apenas 3 partidas. Em julho de 2023, assumiu o San Antonio Bulo Bulo, que disputava a Copa Simón Bolívar (segunda divisão boliviana), ajudando a equipe a conquistar o acesso à primeira divisão depois de vencer o Libertad Gran Mamoré no playoff de acesso e rebaixamento. 5 meses depois, levou El Santo ao título do Torneio Apertura do Campeonato Boliviano, derrotando o Universitario de Vinto na decisão por 3 a 2. Em outubro, o San Antonio anunciou a saída de Thiago Leitão, que assinaria 15 dias depois com o Royal Pari.

## Títulos

### Como treinador
San Antonio Bulo Bulo
- Copa Simón Bolívar: 2023
- Campeonato Boliviano: 1 (Apertura 2024)

### Individuais
- Artilheiro do Torneiro Apertura do Campeonato Boliviano: 2003 (19 gols)